# 洲湖大夫第
洲湖大夫第是一座古建筑，位于江西省黎川县华山镇洲湖村。2006年12月18日，公布为第五批江西省文物保护单位。